# Gnophos subsplendidaria
Gnophos subsplendidaria är en fjärilsart som beskrevs av Eugen Wehrli 1922. Gnophos subsplendidaria ingår i släktet Gnophos och familjen mätare. Inga underarter finns listade i Catalogue of Life.